# Catedrala Sfinții Arhangheli Mihail și Gavriil din Cahul
Catedrala episcopală „Sfinții Arhangheli Mihail și Gavriil” din Cahul este un lăcaș de cult și monument de arhitectură de însemnătate națională, înscris în Registrul monumentelor Republicii Moldova ocrotite de stat din raionul Cahul.
La început pe locul lăcașului, în 1785 a fost ridicată o biserică de lemn. În 1838 a început construcția edificiului din piatră, iar în 1850 la dorința soției guvernatorului Basarabiei, Pavel Fiodorov, edificiul a fost extins și adus la situația de astăzi. În 1962 a fost închisă în legătură cu persecuția sovietică și redeschisă în 1990.
În prezent este sediul Episcopiei de Cahul și Comrat a Mitropoliei Chișinăului și a întregii Moldove.

## Galerie de imagini

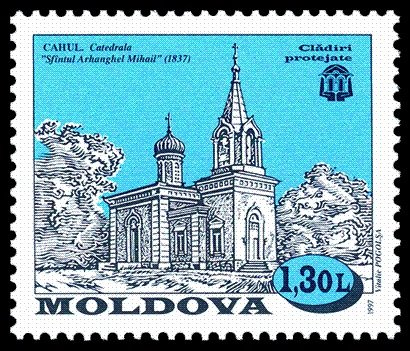
Catedrală pe o ștampilă din 1997
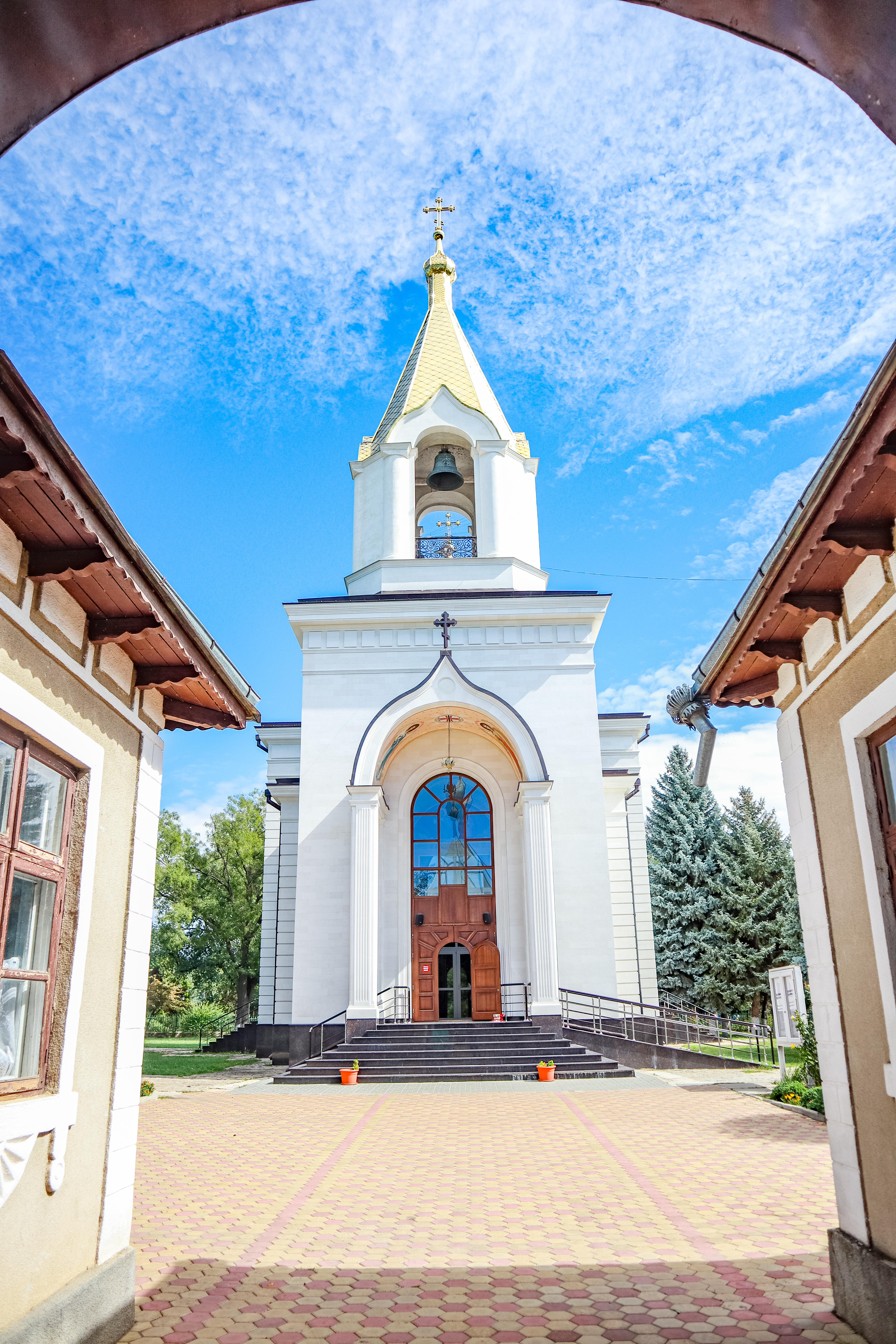
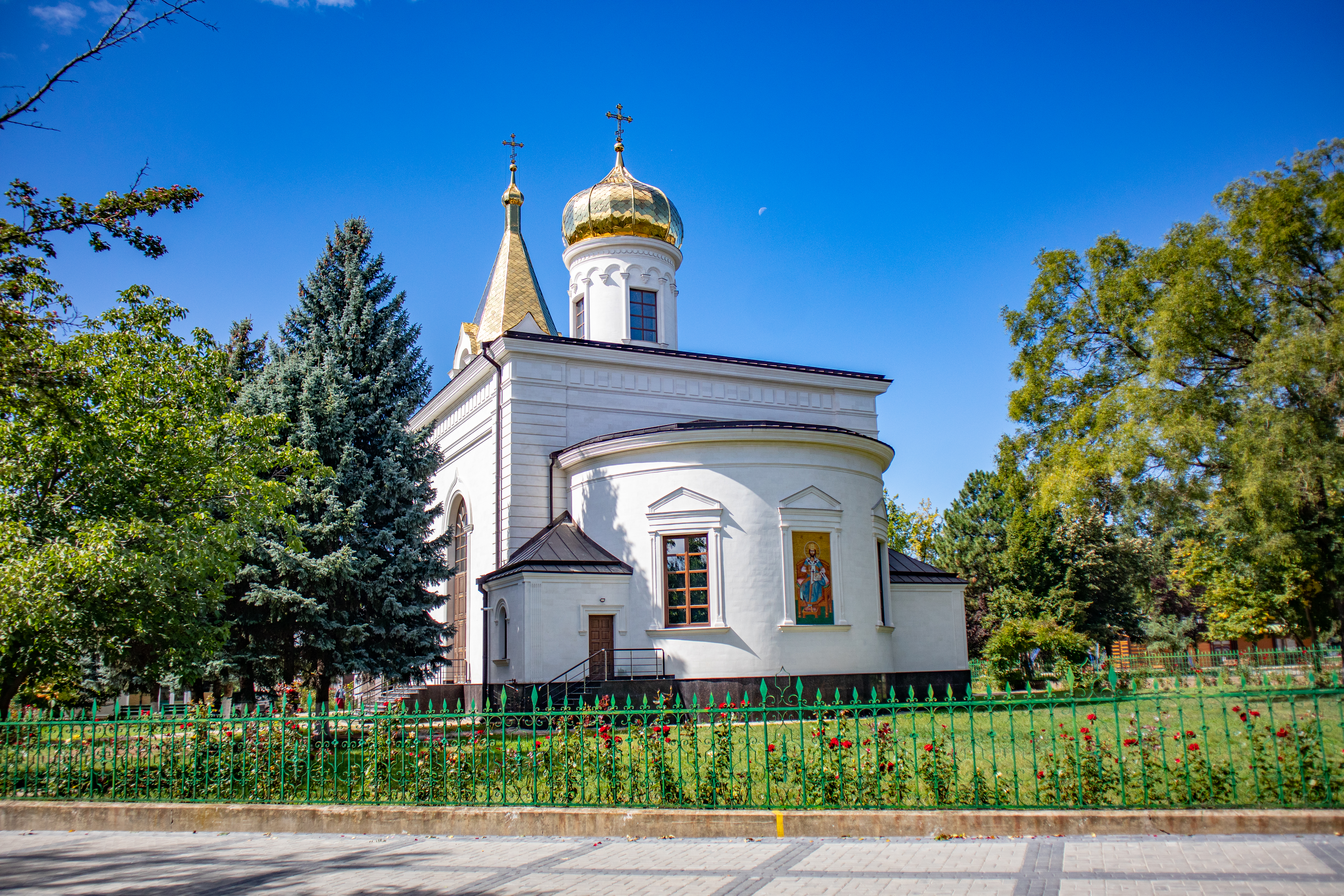
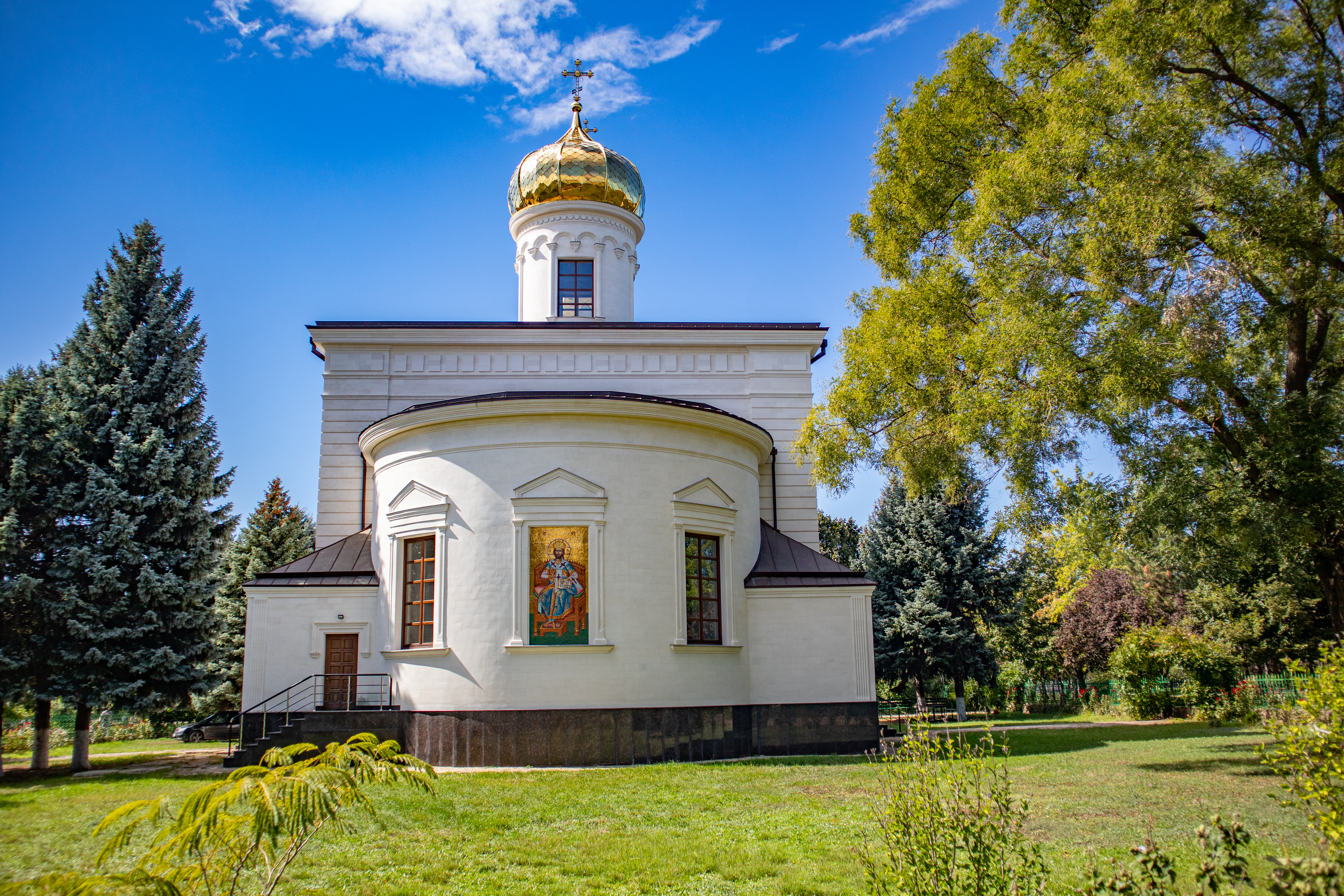